# دوایت هاورد
دوایت دیوید هاوارد (به انگلیسی: Dwight David Howard)‏ (زاده ۸ دسامبر ۱۹۸۵، آتلانتا، جورجیا) بازیکن بسکتبال آمریکایی است. قهرمان ان بی ای ، هشت بار حضور در آل استار گیم ، هشت بار حضور در تیم آل ان بی ای ، پنج بار عضو تیم دفاعی سال و سه بار بازیکن دفاعی سال بخشی از افتخارات اوست.
دوایت هاورد در طول ۱۸ فصل برای ۷ تیم از جمله اورلاندو مجیک و هیوستون راکتز بازی کرده است. او در ۱۲۴۲ بازی فصل معمولی میانگین ۱۵.۷ امتیاز و ۱۱.۸ ریباند به دست آورده است. او بعد از حضور با لباس سوپرمن در مراسم اسلم دانک ٢٠٠٨ بین هواداران بسکتبال به سوپرمن شهرت یافت.  